# Shangjie
Shangjie (en chino, 上街; pinyin, Shàngjiē; Wade-Giles, shang chieh) es un distrito urbano bajo la administración directa de la Prefectura  Zhengzhou  en la Provincia de Henan, República Popular China.  Su área es de  61 km² y su población total para 2020 superó los  mil 190 habitantes. 

## Administración
El  Distrito Shangjie   se divide en 6 pueblos  administrados  en 5 subdistritos y 1 poblado.

## Toponimia
El topónimo Shangjie [/shang-chié/] se compone de los sinogramas Shang (arriba) y Jie (calle). Recibe su nombre de la cercana estación Shangjie del ferrocarril Longhai.
Debido a que la sede del Condado Sishui (汜水县) estaba situada en una zona baja y fue inundada tres veces durante el reinado del emperador Wuzong de la dinastía Ming, la sede del gobierno se trasladó en tres ocasiones a la calle (Jie) comercial del Templo de Lu Yi, ubicada en un terreno más alto (Shang). Con el tiempo, por costumbre popular, la bulliciosa calle comercial del Templo de Lu Yi pasó a llamarse 'Shangjie'. Los nombres de la estación de Shangjie y del distrito Shangjie tienen su origen en este hecho.

## Historia
Shangjie estaba originalmente bajo la jurisdicción del Condado Pushui. Después de 1949, el condado de Pushui se fusionó con Heyin y cambió su nombre a Chenggao. En 1952, el condado de Chenggao se fusionó con el Condado Xingyang. 
Debido a los ricos recursos de mineral de aluminio en el área de Shangjie, el estado lo determinó como una base industrial de aluminio, y el distrito de Shangjie se estableció en junio de 1958.